# ديفيد هينشاو
ديفيد هينشاو هو سياسي أسترالي، ولد في 20 ديسمبر 1931، وتوفي في 2 أبريل 2008. نشط حزبياً في حزب العمال الأسترالي. وقد انتخب عضو المجلس التشريعي الفيكتوري ‏.